# Calappa bicornis
Calappa bicornis är en kräftdjursart som först beskrevs av Edward John Miers 1884.
Calappa bicornis ingår i släktet Calappa och familjen Calappidae. Inga underarter finns listade i Catalogue of Life.